# Blå Tåget på Fågel Blå
Blå Tåget på Fågel Blå är ett livealbum av proggruppen Blå Tåget, utgivet som en dubbel-LP 1982 på MNW.

## Låtlista

### Sida A
1. "Ingenting mera blev sagt" - 4:42
2. "För all del" - 5:05
3. "Ner med allt" - 3:16
4. "Bara som det känns" - 5:08

### Sida B
1. "I vargatider" - 4:04
2. "Hal is" - 8:36
3. "I hajarnas djupa vatten" - 5:40
4. "Problem" - 2:52

### Sida C
1. "Winges vals" - 4:43
2. "Doktor Borg" - 2:01
3. "Spader Dam" - 3:56
4. "Förförelsen" - 4:34
5. "Winges klagan" - 3:32

### Sida D
1. "Sista valsen på motellet" - 5:17
2. "Moderna museet" - 5:16
3. "Ingenting ska med" - 3:57
4. "Det var en sådan dag" - 3:59

## Medverkande musiker
- Carl Johan De Geer - trombon, kornett
- Kjell Westling - altsaxofon, kornett, bousouki, orgel, bas
- Leif Nylén - trummor, gitarr
- Mats G Bengtsson - piano, orgel, clavinet
- Tore Berger - sång, klarinett, gitarr
- Torkel Rasmusson - sång, gitarr, klarinett
- Urban Yman - bas, fiol, sång

### Fotnoter
1. ↑  ”Blå Tåget på Fågel Blå”. Progg.se. Arkiverad från originalet den 29 februari 2012. https://web.archive.org/web/20120229101027/http://www.progg.se/band.asp?ID=12&skiva=52. Läst 7 februari 2012.